# Nikolai Alexandrowitsch Pankow

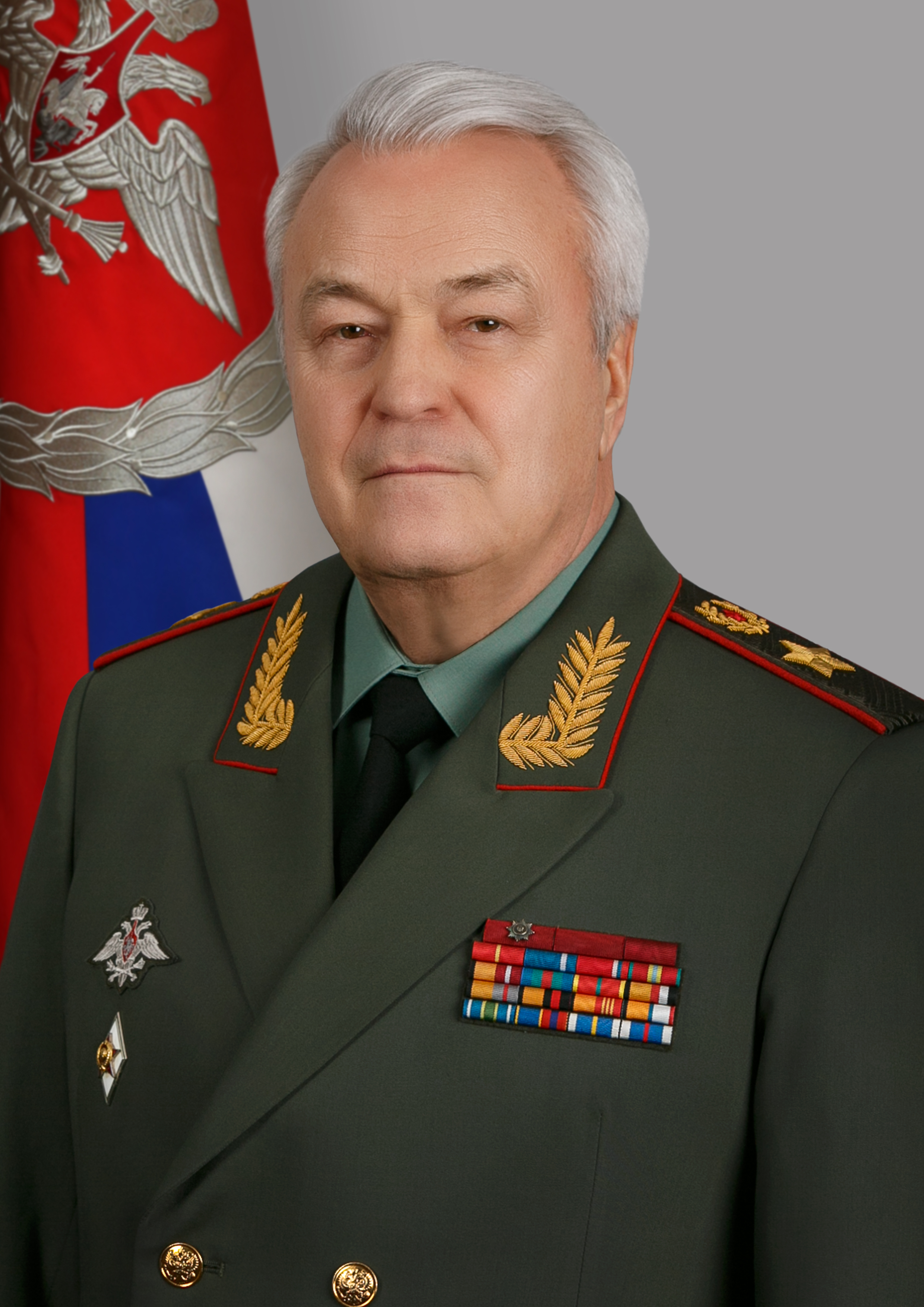
Nikolai Pankow

Nikolai Alexandrowitsch Pankow (russisch Николай Александрович Панков; * 2. Dezember 1954 in Marjino, Oblast Kostroma) ist ein ehemaliger russischer Offizier, im letzten Rang eines Armeegenerals d. R. Vom 13. September 2005 bis zum 17. Juni 2024 war er Staatssekretär und Stellvertreter des Verteidigungsministers im Russischen Verteidigungsministerium. Außerdem trug er seit 2011 den Rang eines Wirklichen Staatsrates 1. Klasse der Russischen Föderation. Zusätzlich hat er einen Doktortitel der Juristerei und trägt den Akademischen Grad eines Assoziierten Professors.

## Werdegang
Pankow dient seit dem 13. September 2005 als Staatssekretär und Stellvertreter des Verteidigungsminister und ist damit zuständig für die Personalabteilung, die Abteilung für Ausbildung und die Abteilung für den Staatsdienst. Zudem trägt er die Verantwortung für die Verwaltung der militärischen Universitäten, des Sportinstituts des Militärs und einer Reihe von voruniversitären Ausbildungsstätten des Verteidigungsministeriums.
Darüber hinaus ist er seit dem 15. April 2015 Aufsichtsratsvorsitzender des russischen Armeesports und war zwischen 2015 und 2018 für die die Kinder- und Jugend-Militär-Erziehungsorganisation Junarmija zuständig.
Am 17. Juni 2024 wurde er von seinem Amt als Staatssekretär (gleichzeitig mit Armeegeneral Pawel Anatoljewitsch Popow, dem Ersten Stellvertretenden Verteidigungsminister Ruslan Chadschismelowitsch Zalikow und der stellvertretenden Verteidigungsministerin Tatjana Wiktorowna Schewzowa) entbunden.

## Kritik
Pankow wird vorgeworfen, die von ihm betriebene Reduktion von 40 Militär-Universitäten vor allem aus Gründen des Verkaufs von Immobilien betrieben zu haben. Die von ihm betriebene vorzeitige Kündigung von Offizieren habe den russischen Staat 1,65 Trillionen Rubel gekostet.
Aufsehen erregte auch der „Serdjukow-Dascha-Skandal“, der sich nahe Anapa ereignete. Unter dem Vorwand, auf kommunalem Land für die Verteidigung Russlands wichtige Radaranlagen errichten zu müssen, wurden Kommunalpolitiker dazu gedrängt, dieses Land dem russischen Verteidigungsministerium zu überschreiben. Nach der Übergabe des Landes baute das Verteidigungsministerium dort keine Radaranlagen, sondern ein Wohnhaus mit Swimmingpool und Bootshaus.
Eine von ihm falsch unterzeichnete Abnahmebescheinigung für Umzugsarbeiten des Zentralen Marinemuseums der Russischen Föderation kostete den russischen Staat 400 Millionen Rubel. Obwohl Pankow von den Hintermännern des Betrugs als Mittäter bezeichnet wurde, wurde er nicht verurteilt, allerdings zur Rückzahlung von 600 Millionen Rubel verpflichtet.
Seit dem 6. Oktober 2022 steht er wegen seiner Unterstützung des russischen Angriffskrieges gegen die Ukraine auf Sanktionslisten aller EU-Staaten, Großbritanniens, Kanadas und einiger weiterer Länder.